# Rüdiger Steinlein
Rüdiger Steinlein (* 12. Dezember 1943 in München; † 11. Oktober 2015 in Berlin) war ein deutscher Literaturwissenschaftler.

## Leben
Nach der Promotion zum Dr. phil. 1973 in Freiburg im Breisgau und der Habilitation an der FU Berlin 1984 war er Professor an der HU Berlin (1993–2009).
Seine Forschungsschwerpunkte waren literarische Sozialisation und Kinder- und Jugendliteratur.

## Schriften (Auswahl)
- Theaterkritische Rezeption des expressionistischen Dramas. Ästhetische und politische Grundpositionen. Kronberg im Taunus 1974, ISBN 3-589-20026-X.
- Die domestizierte Phantasie. Studien zur Kinderliteratur, Kinderlektüre und Literaturpädagogik des 18. und frühen 19. Jahrhunderts. Heidelberg 1987, ISBN 3-533-03830-0.
- Erkundungen. Aufsätze zur deutschen Literatur (1975–2008). Heidelberg 2009, ISBN 978-3-8253-5577-7.
- Die Lust am komischen Text. Über literarische Lachszenen von Homer bis Karl Valentin. Abschiedsvorlesung 9. Juli 2009, Humboldt-Universität zu Berlin, Philosophische Fakultät II, Institut für Deutsche Literatur. Berlin 2011, ISBN 978-3-86004-261-8.